# Albatros à pieds noirs
Phoebastria nigripes
Espèce
Statut de conservation UICN

 NT A4cd : Quasi menacé
L'Albatros à pieds noirs (Phoebastria nigripes) est une espèce d'oiseau appartenant à l'ancienne famille des Diomedeidae.

## Description
L'albatros à pieds noirs est un petit albatros.
Son plumage est entièrement sombre avec des marques blanches derrière l'œil et à la base du bec.

## Répartition

Carte de répartition

Cette espèce se rencontre principalement dans les îles Hawaii, où elle cohabite avec l'albatros de Laysan, mais aussi dans les îles Bonin, près du Japon.
Hors de la période de reproduction, elle vagabonde dans tout le Pacifique Nord.

## Reproduction
L'albatros à pieds noirs niche en colonies. Le nid est un simple creux dans le sable dans lequel un unique œuf est pondu. L'incubation dure 65 jours. Les deux parents protègent le poussin pendant les 20 premiers jours ensuite ils partent pêcher en mer et le ravitaillent régulièrement. Le poussin est indépendant au bout de 140 jours environ.
Les couples d'albatros à pieds noirs sont unis pour la vie, les oiseaux ne commencent à  se reproduire que vers l'âge de 6 ans.

## Longévité
Ils peuvent vivre jusqu'à 50 ans.

## Nourriture
Cette espèce se nourrit principalement de poissons et de calamars.

## Conservation
Comme tous les autres albatros, l'albatros à pieds noirs est vulnérable aux palangres, environ 4000 oiseaux sont tués chaque année de cette manière. L'ingestion de matière plastique est aussi une cause de mortalité importante.